# A Life Once Lost
Gli A Life Once Lost sono un gruppo Metalcore/New Wave of American Heavy Metal nato nel 1998 a Filadelfia, Pennsylvania.
I tre fondatori sono ancora tutti nella band e sono attualmente sotto contratto con la Ferret Records. Ci sono state alcune polemiche sul loro genere, dato che alcuni critici li definivano Deathcore, ma la band stessa si definisce una band "technical Groove metal".  In passato hanno partecipato al Sounds of the Underground, e all'Ozzfest.

## Membri
- Robert Meadows - voce
- Robert Carpenter - chitarra
- Douglas Sabolick - chitarra
- Nick Frasca - basso
- Justin Graves - percussioni

### Ex membri
- Vadim Taver - chitarra
- Richard Arnold - basso
- TJ DeBlois - batteria

## Discografia
- 1999 - Demo 1999 Demo
- 2000 - Open Your Mouth for the Speechless...In Case of Those Appointed to Die
- 2001 - The Fourth Plague: Flies EP (ristampato nel 2005)
- 2003 - A Great Artist
- 2005 - Hunter
- 2007 - Iron Gag
- 2012 - Ecstatic Trance